# Sergej Děmjaškevič
Sergej Nikolajevič Děmjaškevič nebo Sjarhej Mikalajevič Dzjemjaškjevič (* 28. srpna 1966) je bývalý sovětský a běloruský zápasník – klasik, bronzový olympijský medailista z roku 1992.

## Sportovní kariéra
Zápasení se věnoval od 11 let v rodném Minsku. Specializoval se na zápas řecko-římský. Jeho osobním trenérem byl Anatolij Zelenka. V sovětské mužské reprezentaci se prosazoval od roku 1989 v těžké váze do 100 kg. V roce 1992 uspěl v olympijské nominaci sjednoceného týmu postsovětských republik o účast na olympijských hrách hrách v Barceloně. V úvodním kole základní skupiny pohrál s úřadujícím mistrem světa Kubáncem Héctorem Miliánem těsně 0:1 body. V dalších zápasech potvrzoval roli favorita a z druhého místa ve skupině postoupil do souboje o třetí místo proti Poláku Andrzeji Wrońskému. Vyrovnaný zápas s Polákem vyhrál těsně 1:0 na body a získal bronzovou olympijskou medaili.
V roce 1994 ukončil sportovní kariéru po smrti svého trenéra Zelenky. Věnoval trenérské práci na univerzitě BSU. Od roku 2000 žije střídavě v Kazachstánu, kde podniká.

## Výsledky
| Turnaj             | Sovětský svaz | Sovětský svaz | Sovětský svaz | Bělorusko | Bělorusko |
| Turnaj             | 1989          | 1990          | 1991          | 1992      | 1993      |
| Turnaj             | 23            | 24            | 25            | 26        | 27        |
| Turnaj             | -90           | -100          | -100          | -100      | -100      |
| ------------------ | ------------- | ------------- | ------------- | --------- | --------- |
| Olympijské hry     |               |               |               | 3.        |           |
| Mistrovství světa  | 5.            | 1.            | 3.            |           | ?         |
| Mistrovství Evropy | —             | —             | 1.            | —         | 1.        |